# Daigo Nishi
Daigo Nishi (西 大伍 Nishi Daigo?,  Sapporo, Hokkaidō, 28 de agosto de 1987) es un futbolista japonés. Juega de defensa en el Iwate Grulla Morioka de la Japan Football League.

## Trayectoria

### Clubes
| Club                            | País  | Año       |
| ------------------------------- | ----- | --------- |
| Consadole Sapporo               | Japón | 2006-2010 |
| Albirex Niigata (préstamo)      | Japón | 2010      |
| Kashima Antlers                 | Japón | 2011-2018 |
| Vissel Kobe                     | Japón | 2019-2020 |
| Urawa Red Diamonds              | Japón | 2021      |
| Consadole Sapporo               | Japón | 2022-2023 |
| Iwate Grulla Morioka (préstamo) | Japón | 2023      |
| Iwate Grulla Morioka            | Japón | 2024-     |

### Selección nacional
| Selección | País  | Año           |
| --------- | ----- | ------------- |
| Absoluta  | Japón | 2011-presente |

## Palmarés

### Títulos nacionales
| Título             | Club               | País  | Año  |
| ------------------ | ------------------ | ----- | ---- |
| J2 League          | Consadole Sapporo  | Japón | 2007 |
| Copa J. League     | Kashima Antlers    | Japón | 2011 |
| Copa J. League     | Kashima Antlers    | Japón | 2012 |
| Copa J. League     | Kashima Antlers    | Japón | 2015 |
| J1 League          | Kashima Antlers    | Japón | 2016 |
| Copa del Emperador | Kashima Antlers    | Japón | 2016 |
| Supercopa de Japón | Kashima Antlers    | Japón | 2017 |
| Copa del Emperador | Vissel Kobe        | Japón | 2019 |
| Supercopa de Japón | Vissel Kobe        | Japón | 2020 |
| Copa del Emperador | Urawa Red Diamonds | Japón | 2021 |

### Títulos internacionales
| Título                      | Club            | Sede    | Año  |
| --------------------------- | --------------- | ------- | ---- |
| Copa Suruga Bank            | Kashima Antlers | Kashima | 2012 |
| Copa Suruga Bank            | Kashima Antlers | Kashima | 2013 |
| Liga de Campeones de la AFC | Kashima Antlers | Teherán | 2018 |

### Distinciones individuales
| Distinción                | Año  |
| ------------------------- | ---- |
| Mejor gol de la J. League | 2014 |
| J. League Best XI         | 2017 |